# Porto Belo
Porto Belo este un oraș în Santa Catarina (SC), Brazilia.